# Критик
Критик (от гръцки: κριτικός – да разграничавам, разпознавам, забелязвам, съзирам; от гръцката дума κριτής (krités) – някой, който предлага обмислено решение или анализ, интерпретация, наблюдение) е някой, който анализира творба/и в изкуството – музикален критик, филмов критик, театрален критик, литературен критик и т.н. Терминът може да бъде използван и в друг смисъл, различен от професионално анализаторския, и в този случай означава някой, който изразява несъгласие или опонира на нечии убеждения и изказвания.
Модерните критици са професионалисти, които преглеждат обстойно чужди изпълнения или творби (на актьори, учени, музиканти, писатели и др.), както и техните качества, и публикуват своите впечатления и коментари за тях, като най-често хвалят – или обратното – изтъкват недостатъците на дадена творба. Съществуват различни видове критици, например такива, които се занимават само с критика на произведения от изкуството, като музика, филми, театър, видео игри (т.нар. гейм журналисти/публицисти и ревюиращи ел. компютърни и видео игри); или наука, технологии и др.